# Colposcenia vicina
Colposcenia vicina är en insektsart som beskrevs av Loginova 1960. Colposcenia vicina ingår i släktet Colposcenia och familjen rundbladloppor.
Artens utbredningsområde är Iran. Inga underarter finns listade i Catalogue of Life.